# De Hongerspelen (franchise)
De Hongerspelen is een Amerikaanse mediafranchise, oorspronkelijk bestaande uit De Hongerspelen-trilogie van de Amerikaanse schrijfster Suzanne Collins. Deze boeken zijn een paar jaar later verfilmd in een filmreeks, bestaande uit vier speelfilms van Lionsgate met in de hoofdrollen Jennifer Lawrence, Josh Hutcherson en Liam Hemsworth. De eerste film werd geregisseerd door Gary Ross en de andere drie door Francis Lawrence.

## Situering
De Hongerspelen-trilogie speelt zich af in de toekomst. Wat ooit Noord-Amerika was, is nu gedeeltelijk onder water gelopen, en het andere deel is één land geworden, Panem geheten. Dit is verdeeld in een hoofdstad, het Capitool, dat in de Rocky Mountains ligt, en twaalf districten eromheen. Deze hebben geen naam maar zijn genummerd: District 1 tot en met District 12. De reeks speelt zich voornamelijk af in het Capitool en District 12, dat in de Appalachen ligt. Elk district heeft zijn eigen "specialiteit": voor District 12 zijn dat bijvoorbeeld mijnen en District 11 boomgaarden.
Sinds District 13 vernietigd is, worden er elk jaar spelen gehouden in een grote arena : de Hongerspelen. Elk jaar moet elk district één meisje en één jongen leveren van tussen de 12 en 18 jaar. Op het einde mag er maar één winnaar zijn. Dat betekent dat de 23 anderen allemaal moeten sterven, al dan niet vermoord door elkaar. Zo laat het Capitool zijn overmacht zien. Om de 25 jaar is er een zogenaamde Kwartskwelling: speciale Hongerspelen waarbij een aparte regel bestaat.

## Boeken

### De Hongerspelen(2008)
De Hongerspelen (Engels: The Hunger Games) is een adolescentenroman geschreven door de Amerikaanse schrijfster Suzanne Collins. Het boek werd voor het eerst uitgebracht in 2008 door uitgeverij Scholastic en telt 395 pagina's.

### Vlammen(2009)
Vlammen (Engels: Catching Fire) is een adolescentenroman geschreven door de schrijfster Suzanne Collins. Het boek werd voor het eerst uitgebracht in 2009 door uitgeverij Scholastic. Het telt 352 of 405 pagina's (afhankelijk van de versie).

### Spotgaai(2010)
Spotgaai (Engels: Mockingjay) is een adolescentenroman geschreven door de schrijfster Suzanne Collins. Het boek werd voor het eerst uitgebracht in 2010 door uitgeverij Scholastic. Het telt 368 pagina's.

### De ballade van slangen en zangvogels(2020)
De ballade van slangen en zangvogels (Engels: The Ballad of Songbirds and Snakes) is de prequel van de trilogie. Het boek kwam in 2020 uit. Het boek speelt zich 64 jaar vóór de trilogie af en vertelt het verhaal van Coriolanus Snow, de latere president van Panem.

### Dageraad boven de boete(2025)
Dageraad boven de boete (Engels: Sunrise on the Reaping) is een tweede prequel. Het boek kwam in 2025 uit en gaat over de 50e spelen die door Haymitch Abernathy, de mentor van Katniss in de originele trilogie, werden gewonnen. Dit was de tweede kwatskwelling, deze keer werden er twee keer zoveel tributen de arena in gestuurd.

## Films

### The Hunger Games(2012)
The Hunger Games is een Amerikaanse sciencefictionfilm uit 2012, gebaseerd op het eerste boek in deze franchise. Het werd geregisseerd door Gary Ross. De film ging op 12 maart 2012 wereldwijd in première en in Nederland en België op 21 maart 2012.
In het land Panem worden sinds 73 jaar verschrikkelijke spelen gehouden: de Hongerspelen. Alle twaalf districten moeten één jongen en één meisje loten, die in een reusachtige arena worden gegooid en elkaar moeten vermoorden, zodat er nog maar een winnaar overblijft. Als het 12-jarige zusje van Katniss Everdeen, Primrose Everdeen, getrokken wordt, neemt Katniss vrijwillig haar plaats in. Samen met de jongenstribuut uit district 12, Peeta Mellark, gaat ze naar het Capitool.
De film had een budget van $78 miljoen en een opbrengst van $691,2 miljoen. Hiermee is het de 9de succesvolste film uit 2012.

### The Hunger Games: Catching Fire(2013)
The Hunger Games: Catching Fire is een Amerikaanse sciencefictionfilm uit 2013, gebaseerd op het tweede boek in deze franchise. Het werd geregisseerd door Francis Lawrence. De film ging op 11 november 2013 wereldwijd in première en in Nederland op 20 november 2013. De première in België was op 27 november 2013.
Katniss en Peeta hebben de Hongerspelen gewonnen, maar het Capitool is woedend op hen. Door de opstanden die onder de districten zijn uitgebroken, is een 'wraakactie' snel bedacht. De enige manier om de opstanden de kop in te drukken, is de mensen ervan overtuigen dat Katniss en Peeta op het einde van de Spelen een wanhoopsdaad hebben gedaan, vanwege hun – toen bijna onmogelijke – liefde voor elkaar. Het Capitool organiseert het jaar daarop de Hongerspelen voor de 75e keer met de Kwartskwelling. Deze keer worden kandidaten gekozen uit oude winnaars, waardoor Katniss en Peeta opnieuw de arena in moeten.
De film had een budget van $130 miljoen en een opbrengst van $864,9 miljoen. Hiermee is het de 5de succesvolste film uit 2013.

### The Hunger Games: Mockingjay - Part 1(2014)
The Hunger Games: Mockingjay - Part 1 is een Amerikaanse sciencefictionfilm uit 2014, gebaseerd op het derde boek in deze franchise. Het werd geregisseerd door Francis Lawrence. De film ging op 10 november 2014 wereldwijd in première en in Nederland en België op 19 november 2014.
Na het einde van de vorige film, wordt Katniss naar het vergeten District 13 gebracht. Hier wordt ze het symbool van de revolutie. Ondertussen zet het Capitool een gehersenspoelde Peeta in om Katniss tegen te houden. Katniss moet de andere deelnemers inclusief Peeta zien te redden.
De film had een budget van $125 miljoen en een opbrengst van $752,1 miljoen. Hiermee is het de 6de succesvolste film uit 2014.

### The Hunger Games: Mockingjay - Part 2(2015)
The Hunger Games: Mockingjay - Part 2 is een Amerikaanse sciencefictionfilm, gebaseerd op het derde boek in deze franchise. De film ging op 20 november 2015 in première.

### The Hunger Games: The Ballad of Songbirds & Snakes(2023)
The Hunger Games: The Ballad of Songbirds & Snakes speelt zich 64 jaar vóór de gebeurtenissen uit de eerste film af en volgt de gebeurtenissen die uiteindelijk een jonge Coriolanus Snow op het pad brachten om de tirannieke leider van Panem te worden.

## Personages

### Katniss Everdeen
Katniss is de verteller. Ze is zestien jaar in deel 1 van de hongerspelentrilogie en heeft zwart haar en grijze ogen. Haar vriend Gale noemt haar altijd Catnip, omdat hij haar naam de eerste keer zo verstaan heeft – 'catnip' is het Engelse woord voor kattenkruid, een medicinale plant die katten gek kan maken. Nadat haar vader omgekomen is bij een ontploffing in de kolenmijnen, gaat ze jagen buiten de grens van het district. Haar moeder is depressief. Katniss zusje heet Primrose, of meestal gewoon Prim. Zij was het eigenlijk die werd uitgekozen voor de 74e Hongerspelen. Daarna is Katniss voor haar ingevallen. Doordat Katniss op het einde van Boek 1 het Capitool voor gek heeft gezet, zijn de districten in opstand gekomen. Katniss en haar spotgaai, 'Mockingjay', zijn het symbool van de opstanden geworden. Op het einde van Boek 2 wordt ze door Haymitch gered met een hovercraft uit de 75e Hongerspelen en wordt ze naar district 13 gebracht, waar een geheime ondergrondse beschaving is opgebouwd. Ze kan nog net zien dat Peeta niet kan ontsnappen. Katniss is zich ervan bewust dat zowel Gale als Peeta van haar houden, maar ze weet niet wat ze met hun gevoelens aan moet. In het derde boek wordt Katniss 'de Spotgaai'.

### Peeta Mellark
Peeta is de mannelijke tribuut die samen met Katniss de 74e en 75e Spelen mee moest doen. Hij is heimelijk al sinds zijn vijfde op haar verliefd, toen hij haar de eerste keer zag. Zijn ouders hebben een bakkerij. Hij heeft Katniss een keer het leven gered: toen ze bijna stierf van de honger gaf hij haar een brood. Ze hebben elkaar verder nooit gesproken voor ze tributen werden. Hij is een van de zogenaamde welgestelden van district 12, en hij woont net buiten De Laag, de wijk waarin Katniss en haar familie leven. Peeta is net als Katniss 16 jaar in deel 1 van de hongerspelentrilogie en heeft asblond haar. Op het einde van Boek 2 wordt hij gevangengenomen door het Capitool. Uiteindelijk wordt hij in Spotgaai gered door de rebellen van District 13, die hem ervan proberen te overtuigen dat Katniss geen mutilant is, zoals het Capitool hem liet geloven (ze hadden hem "gekaapt").

### Haymitch Abernathy
Haymitch is Katniss' en Peeta's mentor. Hij is altijd dronken. Hij heeft de 50e Hongerspelen gewonnen – de 2e Kwartskwelling. Hoewel hij dikwijls door het drinken zeer irritant kan zijn, is hij hen wel degelijk van steun. Zo helpt hij Katniss om de mensen te overtuigen dat zij en Peeta wel degelijk een relatie hebben.

### Gale Hawthorne
Gale is Katniss' beste vriend. Hij heeft haar de eerste keer ontmoet buiten de terreinen van District 12 in het bos, en noemt haar sindsdien 'Catnip'. Hij maakt in het eerste boek een opmerking dat ze samen kunnen wegvluchten en kinderen krijgen, wat Katniss aan het denken zet. In het tweede boek vertelt hij haar dat hij van haar houdt. Gale werkt in een kolenmijn in district 12. Als Katniss weg gaat voor de Hongerspelen vraagt ze aan Gale om voor haar familie te zorgen.
Aan het eind van boek 3 keert hij naar District 2 om te vechten.

### Effie Prul
Effie is de vrolijke noot van de boekenreeks. Ze is de zogenoemde begeleidster van district twaalf, het district van hoofdpersonage Katniss Everdeen. Als begeleidster komt Effie een keer per jaar vanuit het Capitool waar zij woont naar district 12, waar ze de namentrekking van de tributen begeleidt. Effie wordt voor het eerst in het boek vermeld als Katniss en Gale haar tijdens het jagen na-apen; ze bespotten de manier waarop Effie, en dus alle mensen uit het Capitool die zij kennen, praten. Even later komt ze pas echt in beeld tijdens de namentrekking waar Prim wordt getrokken en Katniss zich als vrijwilligster aanbiedt. Effie is hierdoor zeer enthousiast; het is de eerste keer dat er iets interessants in district 12 gebeurt. Effie begeleidt Peeta en Katniss tijdens hun verblijf in het trainingscentrum en het is mede door haar dat de twee zo populair worden onder de Capitoolbevolking. Tijdens de strijd in de arena zelf kan Effie weinig voor ze betekenen, maar zodra Peeta en Katniss tot winnaars gekroond worden, staat ze weer compleet aan hun zijde. In het tweede boek is Effie gepromoveerd tot vaste begeleidster van Peeta en Katniss. Het is aan haar om er voor te zorgen dat de twee winnaars tijdens de zegetoer die door het hele land gaat niets overkomt. De band tussen Katniss en Effie lijkt lichtelijk versterkt te zijn maar dit is in hun nadeel als blijkt dat Peeta en Katniss de arena terug in moeten. Wanneer de winnaars met hulp van de rebellen ontsnappen uit de arena is Effie een van de eerste mensen die als gevolg hiervan gearresteerd wordt. Gedurende het hele derde boek wordt er weinig over Effie gesproken. Een heel lange tijd wordt gedacht dat ze dood is, tot de ochtend waarop Katniss president Snow zal executeren. Op die ochtend treft ze Effie in haar slaapkamer in het paleis aan waar blijkt dat Effie met moeite van de doodstraf, zowel van de Capitoolkant als die van de rebellen, gered is. Nadat Katniss en Peeta terugkeren naar wat vroeger district 12 was, wordt er niet meer over Effie gesproken.

### President Coriolanus Snow
President Snow is de leider van het Capitool en de antagonist van de serie. Snow manipuleert Katniss vaak, hij dreigt met het vermoorden van haar dierbaren. Hij wordt in het derde boek gedood.